# Acropeltates fasciata
Acropeltates fasciata är en tvåvingeart som beskrevs av Kertesz 1923. Acropeltates fasciata ingår i släktet Acropeltates och familjen vapenflugor.
Artens utbredningsområde är Colombia. Inga underarter finns listade i Catalogue of Life.